# Myrmecium obscurum
Myrmecium obscurum är en spindelart som beskrevs av Eugen von Keyserling 1891. Myrmecium obscurum ingår i släktet Myrmecium och familjen flinkspindlar. Inga underarter finns listade i Catalogue of Life.